# 東阿爾卑斯山脈

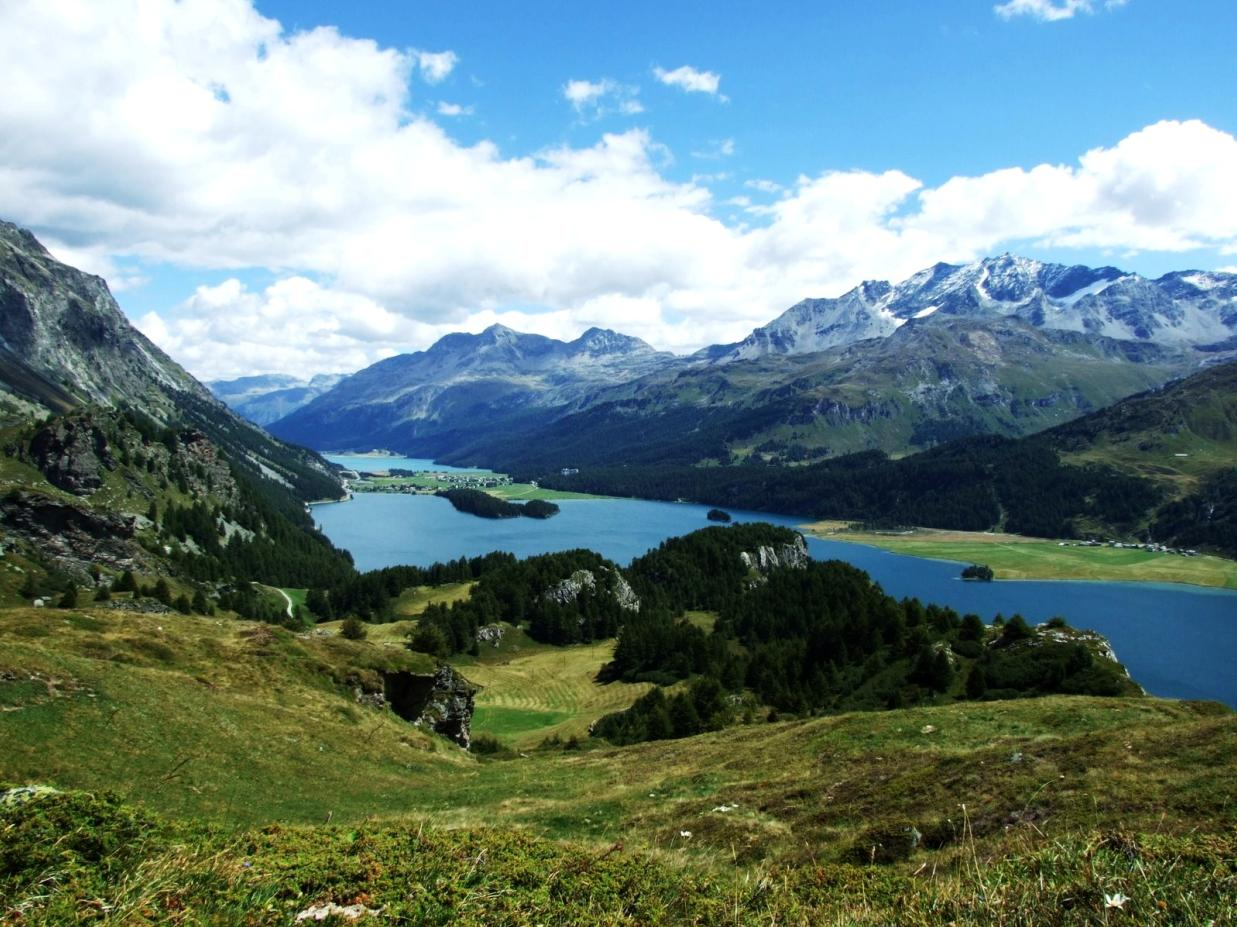

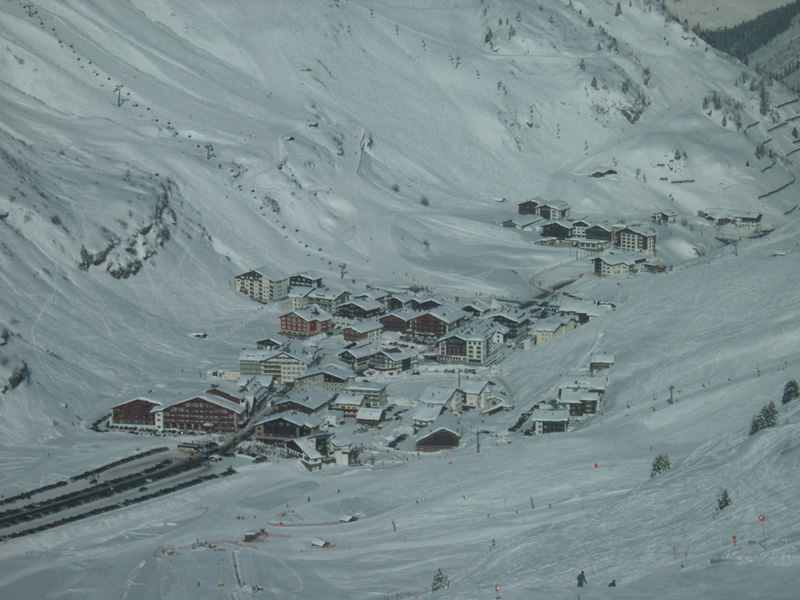

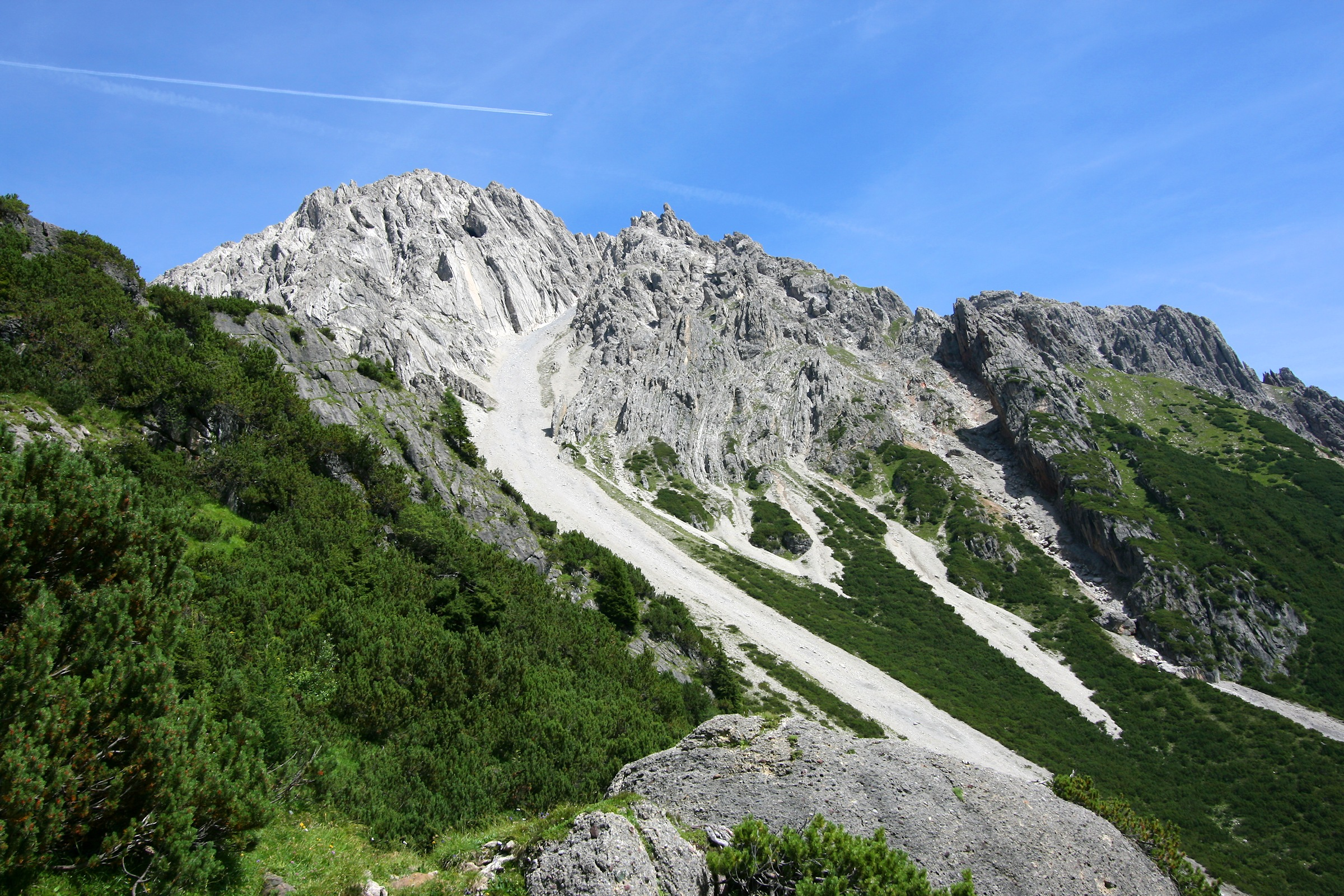

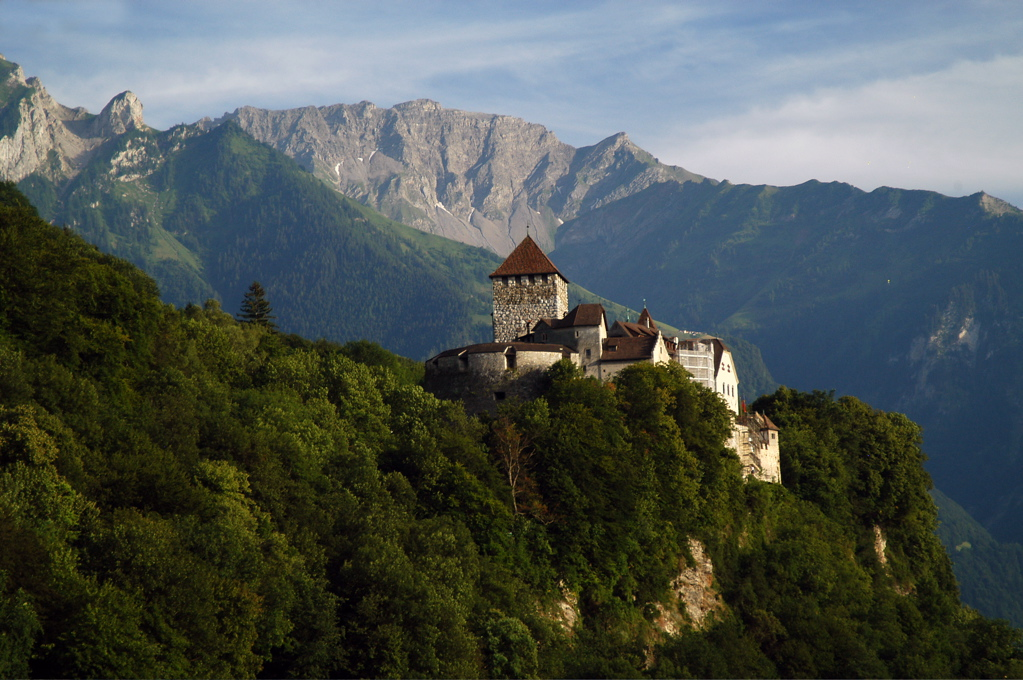

東阿爾卑斯山脈是歐洲的山脈，是阿爾卑斯山脈的東面部分，橫跨瑞士、奧地利、列支敦士登、德國南部、意大利北部和斯洛文尼亞北部，面積130,000平方公里，最高點贝尔尼纳峰海拔高度4,049米，山體在阿爾卑斯造山運動時期形成。

## 地理信息
东阿尔卑斯山脉包括瑞士东部（主要是格劳宾登州），列支敦士登全部，奥地利大部分地区（福拉尔贝格州以东），以及德国南部极端部分（上巴伐利亚行政区），意大利西北部（伦巴第大区），意大利东北部（特伦蒂诺-上阿迪杰大区，威尼托大区和弗留利-威尼斯朱利亚）和斯洛文尼亚北部（上卡尼奥拉和下施蒂利亚）的大部分区域。 南部的延伸受意大利波河河谷的约束; 在北部多瑙河河谷将它与波希米亚高地分开。 最东端的支脉由维也纳森林组成，在利奥波德山俯瞰下的多瑙河和维也纳盆地，是向喀尔巴阡山脉的过渡地带。
东阿尔卑斯山脉的最高峰是位于瑞士的西里申阿尔卑斯山脉的贝尔尼纳山脉的贝尔尼纳峰，海拔4,049米（13,284英尺）。它也是这个山脉中唯一超过4000米的高峰，它的名字在1850年由第一位登顶的约翰·科兹给出，取自伯尔尼纳山口。构成贝尔尼纳峰的岩石是闪长岩和辉长岩，而不是一般山脉的花岗岩（科尔瓦奇峰，帕鲁峰）。除了贝尔尼纳山脉的其他高峰外，其次是意大利博尔扎诺自治省的奥特拉峰，海拔3,905米（12,812英尺）和奥地利最高的山峰大格洛克纳山，海拔3,798米（12,461英尺）。自1986年以来，大格洛克纳山和毗邻的帕斯特泽冰川地区一直是高地陶恩山脉国家公园内的一个特别保护区。
位于奥地利和瑞士边界的阿尔卑斯山脉的雷蒂孔山脉的苏尔兹夫山是登山者经常光顾的地方。东侧是一条T4级山路，允许非专业登山者到达2817米海拔高度。 在石灰岩质的山体上有六个已知洞穴，长度在800至3000码之间，全部在瑞士东部入口处。
灰尖峰是位于列支敦士登和瑞士之间边界的雷蒂孔山脉的最高峰。
位于中东阿尔卑斯山脉的雷蒂孔山脉的名字来源于拉埃提亚。
格劳宾登州只有约30％的可耕作的土地，其中森林覆盖面积约占总面积的五分之一。该州几乎完全是山区，包括莱茵河和茵河河谷的高地。在它的东南部是唯一的瑞士官方国家公园。在其北部，山脉成为逆冲断层的一部分，该断层于2008年以瑞士萨多纳地质结构区的名义被宣布为联合国教科文组织世界遗产名单。另一个生物圈保护区是瑞士国家公园附近的瓦尔米施泰尔，而艾拉自然公园是地方性的自然公园之一。